# Жджарский, Вацлав

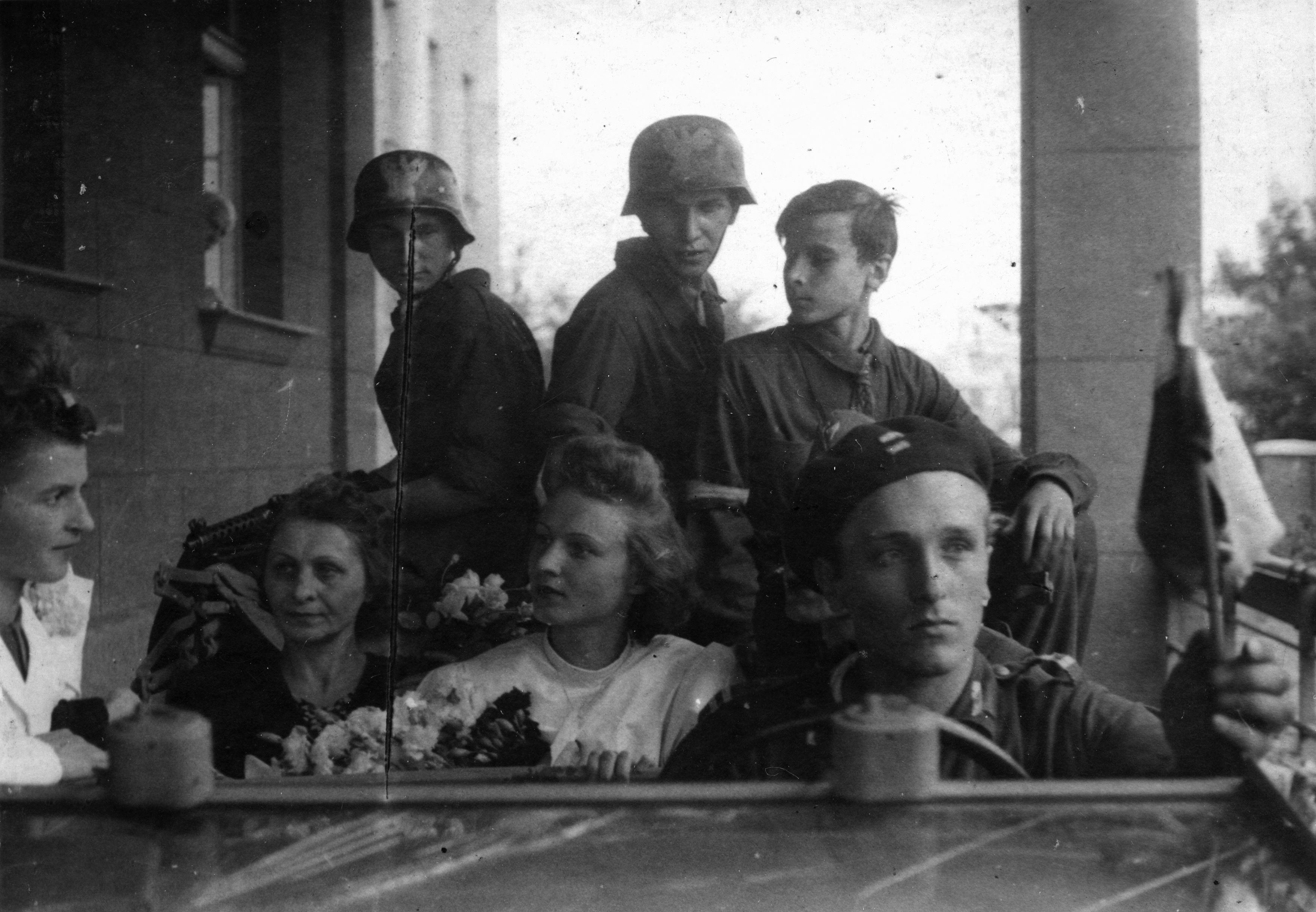
«Молодая пара во время Варшавского восстания», фотография Вацлава Жджарского

Ва́цлав Жджа́рский (пол. Wacław Żdżarski , 10 сентября 1913 года, Варшава, Российская империя — 5 марта 1983 года, Варшава, Польша) — польский фотограф, журналист, историк польской фотографии и кинематографический критик. Заслуженный деятель культуры Польши.

## Биография
В 1932 году окончил гимназию имени Адама Мицкевича в городе Новогрудок. С 1932 по 1935 год обучался на юридическом факультете университета имени Стефана Батория в Вильне. В 1933 году написал комедию в трёх актах «Panowie w nowych kapeluszach», которая была поставлена в этом же году на сцене варшавского театра имени Стефана Жеромского. Пьеса получила хорошую оценку польского театрального режиссёра Тадеуша Бой-Желеньского. С 1935 по 1938 год обучался в Высшей школе журналистики в Варшаве. Журналистскую деятельность начал в 1936 году под руководством Мельхиора Ваньковича, который был директором издательства «Rój». В 1938 году прошёл военную подготовку в Волынском воеводстве в Информационном Реферате Штаба Национального единства.
После начала Второй мировой войны служил в 44 пехотном полке. Находился в советском, а затем — в немецком плену в лагере Stalag VI B Neu-Versen Meppen. 30 октября 1941 года был освобождён из лагеря. C ноября 1941 года служил в VI Отделе Армии Крайовой и с 1942 года — в Фотографическом Реферате Бюро информации и пропаганды Армии Крайовой, где он занимал управляющую должность, координируя деятельность подпольных фотографов (псевдоним «Kozłowski»). Фотографии Вацлава Жджарского печатались в подпольной газете «Biuletyn Informacyjny».
Участвовал в Варшавском восстании, во время снимал хронику боёв. В последние дни восстания выбрался из восставшей Варшавы.
В 1945 году работал фоторепортёром в варшавской газете «Kurier Codzienny». С 1947 по 1949 год был директором пресс-службы кинематографической студии «Film Polski». До 1948 год был членом международной ассоциации кинокритиков «FIPRESCI». С 1948 по 1950 год читал лекции по теории и практики журналистики на факультете Академии политических наук. В это же время публиковал статьи в кинематографических журналах «Kinotechnik», «Przyjaciel Rzemieślnika», «Film» и «Świat». С 1953 по 1977 год работал в редакции журнала «Słowо Powszechne». В 1973 году стал работать над книгой, посвящённой истории польской фотографии.
Скончался 5 марта 1983 года в Варшаве.

## Сочинения
Написал несколько работ по журналистской фотографии:
- Od obiektywu do negatywu (1946);
- Zasady fotografii (cz. II) (1957);
- Historia Fotografii Warszawskiej (1974);
- Almanach Fotoamatora;
- Fotografujemy Zorką (1975);
- Zaczęło się od Daguerre’a (1975).

## Награды
- Крест Храбрых (1959);
- Партизанский крест (1959);
- Заслуженный деятель культуры Польши (1967);
- Золотой Крест Заслуги (1969);
- Медаль «За Варшаву» (1971);
- Рыцарский Крест Ордена Возрождения Польши (1976);
- Крест Армии Крайовой (1981);
- За фотографическую деятельность был награждён в 1960 году титулом Артист FIAP.